# Loc-Eguiner-Saint-Thégonnec
Loc-Eguiner-Saint-Thégonnec är en kommun i departementet Finistère i regionen Bretagne i västra Frankrike. Kommunen ligger i kantonen Saint-Thégonnec som tillhör arrondissementet Morlaix. År 2018 hade Loc-Eguiner-Saint-Thégonnec 320 invånare.

## Befolkningsutveckling
Antalet invånare i kommunen Loc-Eguiner-Saint-Thégonnec
Referens:INSEE